# Севенч
Севенч (д/н — 30.04.1151) — половецький хан з наддніпровських половців племені бурдж-оґли (бурчевичів). 
Севенч був засновиком міста північнокавказьких кіпчаків на притоці річки Терек, яке носило його ім'я. Зараз на місці Севенча розсташаване місто Грозний (чеч. Соьлжа-ГӀала, Sölƶa-Ġala, столиця Чечні.

## Життєпис
Син хана Боняка. В 1151р. очолював половців, які підтримували суздальського князя Юрія Долгорукого та його союзника, галицького князя Володимирка Володаровича під час чергової спроби захопити Київ. Загинув в битві на річці Руті 30 квітня 1151.
Ось як описує ці події Повість минулих літ:

| Вечір 30.IV 1151. І перестрілювалися ж вони до вечора через Либідь, а інші переїхали [її] і на оболоні билися супроти Вячеславового війська і ! Ізяславового, а другі навпроти Лядських воріт на пісках билися. Ізяслав же, це побачивши, повелів усім своїм братам із полків нарядити дружину,— а полків не рушати,— і подав раду: всім заодно кинутись на них. І так вони вчинили: і кинулися на них вони всі звідусіль, і чорні клобуки, і тоді вперли їх усюди в Либідь, а інші навіть броду не знайшли. І так побили вони їх, а другі захопили їх, інші ж навіть із коней повтікали, і багатьох побили. Тут же і Севенча Боняковича, дикого половчина, убили, який був прирік: «Буду я рубати в Золоті ворота так, як і отець мій!» І більше звідти ні один чоловік не переїхав уже на сю сторону. А Юрій, повернувши полки свої, пішов звідти, бо була йому вість, що йде на поміч йому сват Володимир [Володаревич] із Галича, і він пішов назустріч йому. |

## Етимологія імені
Від тюркського sewünč/sivinč (радість, радісний).